# Cnaphalocrocis conformis
Cnaphalocrocis conformis là một loài bướm đêm trong họ Crambidae.